# Зедгенидзе, Георгий Артемьевич
Георгий Артемьевич Зедгенидзе (21 февраля [6 марта] 1902, Тифлис — 22 августа 1994) — советский рентгенолог и радиолог, академик АМН СССР (1960); основатель и первый директор Института медицинской радиологии АМН СССР (1958—1973).

## Биография
Г. А. Зедгенидзе родился 21 февраля (6 марта) 1902 года в Чугурети - небольшом квартале старого Тбилиси.
В 1920 году окончил Вторую мужскую гимназию с золотой медалью, а в 1927 году с отличием завершил обучение на медицинском факультете Тбилисского государственного университета. По окончании университета был призван в армию, где служил врачом-красноармейцем, а затем старшим врачом 1-го Грузинского стрелкового полка.
В 1930 году был зачислен в аспирантуру Центрального рентгенорадиологического института в Ленинграде. В 1931—1941 гг. работал в 1-м Ленинградском медицинском институте, последовательно занимая должности ординатора, ассистента, доцента и профессора. В 1934 году ему была присуждена учёная степень кандидата, а в 1937 году — доктора медицинских наук за работу по фиброзной остеодистрофии; в 1939 году он был утверждён Всесоюзным Комитетом по делам Высшей школы в учёном звании профессора. Член КПСС с 1939 года.
В 1941 году Г. А. Зедгенидзе был назначен начальником кафедры рентгенологии Военно-морской медицинской академии. В период Великой Отечественной войны служил в Военно-медицинской академии, был специалистом-консультантом Медико-санитарного управления  Военно-морского флота, главным рентгенологом ВМФ и главным рентгенологом эвакогоспиталей Кировской области; в 1956—1959 годах — начальник кафедры рентгенологии Военно-медицинской академии. В 1957 году был избран членом-корреспондентом Академии медицинских наук СССР.
В 1958 году основал и возглавил Институт медицинской радиологии АМН СССР. Создал школу рентгенологов и радиологов.
В 1960 году был избран действительным членом Академии медицинских наук СССР. В последующие годы стал почётным членом научных ассоциаций радиологов Болгарии, ГДР, Франции и Чехословакии.
В 1974 году переехал в Москву и работал в качестве научного консультанта во Всесоюзном онкологическом научном центре АМН СССР.
В 1983—1985 годах принимал участие в создании первого в истории СССР пятитомного руководства "Клиническая рентгенорадиология".
До октября 1989 года  Г. А. Зедгенидзе занимал пост главного редактора журнала «Медицинская радиология».
Умер 22 августа 1994 года. Похоронен на Кунцевском кладбище.

## Награды
- Орден Октябрьской революции
- Орден Трудового Красного Знамени
- Орден Красной Звезды (1944)
- Орден Красной Звезды (1956)
- Орден Отечественной войны II степени (1987)
- Медаль «За боевые заслуги» (1950)
- Медаль «За оборону Ленинграда» (1943)
- Медаль «За победу над Германией в Великой Отечественной войне 1941—1945 гг.»